# يو إف سي 79
يو إف سي 79: عدو (بالإنجليزية: UFC 79: Nemesis)‏ هو حدث لفنون القتال المختلطة نظمته يو إف سي، أُقيم في 29 ديسمبر 2007، على ميشيلوب ألترا أرينا في لاس فيغاس، نيفادا، الولايات المتحدة.